# John Larsen
John Larsen (n. 27 august 1913, Christiania, Norvegia – d. 5 august 1989, Oslo, Norvegia) a fost un trăgător de tir ce a reprezentat Norvegia, medaliat olimpic. A participat la o ediție a Jocurilor Olimpice (1952) în care a câștigat o medalie de aur.

## Participări
Lista de mai jos prezintă principalele competiții la care a participat John Larsen de-a lungul carierei.
- shooting at the 1952 Summer Olympics – men's 100 metre running deer, single and double shot[*]